# إريك بيرغن
إريك بيرغن (بالإنجليزية: Erich Bergen)‏ مواليد 31 ديسمبر 1985 في نيويورك، نيويورك، الولايات المتحدة، هو ممثل أمريكي بدأ مسيرته الفنية عام 2007.

## الأعمال
- فتاة النميمة
- بيرسون أوف إنترست
- جيرسي بويز

## وصلات خارجية
- إريك بيرغن على موقع IMDb (الإنجليزية)
- إريك بيرغن على موقع ألو سيني (الفرنسية)
- إريك بيرغن على موقع ميوزك برينز (الإنجليزية)
- إريك بيرغن على موقع أول موفي (الإنجليزية)
- إريك بيرغن على موقع قاعدة بيانات برودواي على الإنترنت (الإنجليزية)
- إريك بيرغن على موقع ديسكوغز (الإنجليزية)
- إريك بيرغن على موقع قاعدة بيانات الفيلم (الإنجليزية)
- إريك بيرغن على موقع كينوبويسك (الروسية)